# Dansk Sløjdlærerskole
Dansk Sløjdlærerskole i København blev grundlagt af Aksel Mikkelsen i 1886. Den 2. oktober regnes for sløjdlærerskolens fødselsdag.
Aksel Mikkelsen(-Løth) købte for egne midler ejendommen Værnedamsvej 13 B på Vesterbro nær Frederiksberg. Schneekloths Skole havde hidtil haft til huse dér.
Denne adresse på Værnedamsvej blev udgangspunktet for Dansk Skolesløjd, som indtil 1978 stod i modsætning til Askov Skolesløjd, der blev grundlagt af Søren Meldgaard i Askov i Jylland.
I 1996 var søgningen til skolen blevet så stor, at den onsdag 6. november 1996 flyttede til Emdrupvej 115A som nabo til Danmarks Lærerhøjskole, senere DPU. I 2006 måtte der imidlertid spares en etage væk, som blev udlejet til et motionscenter. Skiftende politiske forhold har til enhver tid gjort det usikkert, hvilket grundlag man kunne bygge videre på. I 2012 flyttede skolen til Københavns Dag- og Aftenseminariums tidligere lokaler på Ejbyvej i Skovlunde, hvor der var to multi-værksteder og et fælles maskinrum på 85 m² foruden teorilokale, bibliotek og forplejning m.m. i hovedbygningen. Det var planen, at skolen i 2015/16 fik sin endelige placering på Campus Carlsberg, men efter den fagansvarlige lektor Chen Hanghøjs pludselige død i 2015 må den gamle skole anses for ophørt. Lektor Torben Hansen, der var endt med en halv stilling, gik på pension. Afløseren som kursusudbyder er Professionshøjskolen UCC Læreruddannelsen Campus Carlsberg med adjunkt Lars Nilsson som fagansvarlig.
I 1918 blev Dansk Sløjdlærerskole overtaget af staten, og i 1919 købte staten bygningerne af Aksel Mikkelsen. I 2003 blev skolen en del af CVU København & Nordsjælland, således at forstanderen fik den nye titel "leder af Dansk Sløjdlærerskole". Fra 2009 er Sløjdlærerskolen imidlertid en del af Professionshøjskolen UCC, hvor forkortelsen står for: University College Capital, der er fusioneret til Københavns Professionshøjskole.
Indtil 1964 foregik sløjdlæreruddannelsen i både Askov og på Dansk Sløjdlærerskole på feriekurser, men fra 1965 af havde begge skoler undervisning hele året, og mange lærere måtte tage deres uddannelse på en af de to sløjdlærerskoler, fordi ikke alle seminarier udbød sløjd som fag. Dansk Sløjdlærerskole oplevede at være nedlagt i nogle få dage, men protesterne blev så intense, at undervisningsministeriet måtte trække beslutningen tilbage. Sløjd og andet manuelt arbejde fremmer intellektet og fører til større ydeevne i andre fag af mere boglig art; men denne erkendelse er ikke altid til stede hos de besluttende organer, og derfor oplever man indimellem katastrofale nedlæggelser.
I 2007 begyndte skolen at kalde sig Skolen for Materiel Design med Dansk Sløjdlærerskole som binavn. Det må ses som en konsekvens af, at fagene sløjd og håndarbejde på lærerseminarierne blev sammenlagt til faget materiel design fra og med 2007. Efter indførelsen af skolefaget håndværk og design i folkeskolen fra 2014 blev navnet Skolen for Håndværk og Design, men dette navn er trådt i baggrunden efter 2015.
Ledige stillinger blev ikke længere genbesat. Efter pensioneringer, herunder sidste skoleleders pensionering 1. januar 2014, var der i 2014 kun to fastansatte lærere tilbage på skolen. Det var Chen Hanghøj, der døde i januar 2016, og Torben Hansen, der sluttede på en halv stilling forud for pensioneringen samme år. Den gamle skole må således betragtes som ophørt i 2015.

## Forstandere ved Dansk Sløjdlærerskole
- 1886-1909 Aksel Mikkelsen (1849-1929)
- 1909-1910 Axel Dam (1868-1936)
- 1910-1912 Otto Schrøder (1875-1941)
- 1912-1918 Herman Trier (1845-1925) med G.F. Krog Clausen som daglig leder
- 1918-1949 Gustav Frederik Krog Clausen (1880-1949)
- 1949-1950 Eigil W. Thrane (1911-2002) (Undervisningsministeriet) (konstitueret)
- 1950-1966 Keld Pedersen (1913-2002)
- 1966-1976 Curt Allingbjerg (1928-2018)
- 1976-1977 Aksel Sørensen (f. 1928) (konstitueret)
- 1977-1986 Ernst Grüttner (1931-1986)
- 198600000 Aksel Sørensen (kst.)
- 1986-1992 Bent Christiansen (1938-2018)
- 1992-1993 Gert Broge (kst.)
- 1993-1999 Willy Daniel
- 1999-2014 Benny Gaarde
- 2014-2015 Stillingen ikke genbesat. Fagansvarlig: lektor Chen Hanghøj (1949-2016)
- 2016- Fagansvarlig: adjunkt Lars Nilsson i regi af Læreruddannelsen Campus Carlsberg under Københavns Professionshøjskole[1]